# Kapela Božjega usmiljenja, Leskovec pri Krškem
Kapela Božjega usmiljenja v Leskovcu pri Krškem je podružnična kapela Župnije Leskovec pri Krškem. Služi kot pokopališka kapela, saj stoji ob leskovškem pokopališču. Je edino svetišče v Sloveniji, posvečeno Božjemu usmiljenju, katerega češčenja pobudnica je bila sveta Favstina Kowalska (obstajata sicer še notranji kapeli v Ignacijevem domu duhovnosti v Ljubljani in Psihiatrični kliniki Ljubljana). Glavni praznik je na nedeljo Božjega usmiljenja (belo nedeljo), ki je en teden za veliko nočjo. Posebna bogoslužja so v kapeli tudi 1. novembra za praznik vseh svetih in 2. novembra za praznik vernih duš v vicah.

## Zgodovina
Na mestu današnje kapele je pred tem stala odslužena mrliška vežica, ki je bila predvidena za rušenje. Ko je bila na južni strani pokopališča leta 2003 zgrajena nova mrliška vežica, ta ni imela predvidenega bogoslužnega prostora za maše zadušnice. Te so se še naprej odvijale v 650 metrov oddaljeni župnijski cerkvi, zaradi česar je bil tudi čas celotnega obreda pogreba toliko daljši. Tako se je pojavila potreba po novem sakralnem pokopališkem prostoru, ki bi odpravil težavo dveh lokacij poteka obredov.
V času prvih pogovorov o kapeli je Občina Krško ravno urejala trg pred župnijsko cerkvijo in pločnik proti osnovni šoli. Tako sta se Župnija in Občina dogovorili za zamenjavo delov zemljišč: Župnija je Občini odstopila del zemljišča za razširjeni pločnik, Občina pa Župniji 350 m2 zemljišča stare mrliške vežice ob vzhodnem delu pokopališča. Arhitekturne načrte je naredil Jože Marinko s sodelavci, projektno dokumentacijo pa družba Karlovšek iz Domžal. Samo gradnjo je prevzela družba SL-inženiring Boršt.
Po več letih urejanja dokumentacije je januarja 2009 Upravna enota Krško izdala gradbeno dovoljenje. Svoj pristanek k novem sakralnem objektu je dala tudi Škofija Novo mesto. 16. marca tega leta je bila porušena stara mrliška vežica, čemur je sledil izkop in betoniranje temeljev. Blagoslov temeljnega kamna je bil 2. maja in ga je opravil jezuit Tomaž Podobnik. Župnija je na seji Župnijskega pastoralnega sveta izbrala tudi patrocinij nove kapele, ki bo posvečena Božjemu usmiljenju. Slovesna posvetitev je bila 25. oktobra 2009, opravil pa jo je novomeški škof Andrej Glavan.

## Arhitektura
Arhitektovo vodilo pri načrtovanju je bilo: »Pričevalna in lepa, sodobna in hkrati razpoznavna v okolju, iz katerega izhaja, danes in tudi v prihodnosti naj bo kapela na božji njivi v Leskovcu«.
Zunanjščino kapele zaznamujeta dve dvigajoči se obodni steni, na najvišji točki sklenjeni z zvonikom na preslico, ki naj bi kot prst kazal v nebo. Glavni vhod je zasnovan kot portik.
Notranjščina kapele sestoji iz dveh glavnih prostorov: kapele kot osnovnega bogoslužnega prostora in zakristije s pomožnimi prostori. V osi kapele se nahaja kamnit oltar ter za njim tabernakelj in slika Božjega usmiljenja v niši stene. Iznad slike se v osi kapele strop v sredini dviguje proti najvišji točki, nad katero je zvonik. Ta del je kot zvezdnato nebo še dodatno osvetljen. Oltar nosita dve razprti roki v prošnji za Božje usmiljenje. Kapela je tudi ogrevana.